# کبک خیزرانی چینی
کبک خیزرانی چینی (نام علمی: Bambusicola thoracicus) نام یک گونه از سرده کبک خیزرانی است.